# Ariel (básnická sbírka)
Ariel je druhá básnická sbírka americko-britské básnířky Sylvie Plathové. Vyšla v roce 1965, dva roky po autorčině smrti. Jedná se o sbírku vybraných básní napsaných v průběhu podzimu 1962 poté, co se básnířka odloučila od manžela. Básnická sbírka vznikla za mimořádného přívalu tvůrčí energie, který vyvrcholil v posledních měsících jejího života. Sama Plathová uvedla, že pracovala každé ráno mezi čtvrtou až sedmou hodinou ranní a denně napsala dvě, někdy i tři básně. Sbírka Ariel se řadí do literárního žánru konfesijní poezie a patří k nejzajímavějším zjevům anglosaské moderní literatury.
Ve sbírce lze nalézt celkem čtyřicet tři básní. Jednou z nich je Lady Lazarus, která je rozdělena do dvaceti osmi tercetových strof a je psána volným veršem. Sylvia Plathová napsala Lady Lazarus v roce 1962, několik měsíců před svou sebevraždou v roce 1963. Kniha podle popisu Jana Zábrany přináší působivé, silné, žalostně existencialistické verše, které dávají pravdivý úhel pohledu na svět bez falešných představ, v němž básnířka žila a zemřela. Ve verších je popsán tragicky vyhrocený konflikt výjimečně citlivé a zranitelné mladé ženy s podmínkami, v nichž žila, z nichž psala a na které se pro svou přecitlivělost nebyla schopna adaptovat.

## Přijetí
Básnické dílo Sylvie Plathové řadí většina kritiků k nejpozoruhodnějším hodnotám, jaké v anglicky psané poezii vznikly po druhé světové válce. Al Alvarez v tehdejším literárním časopise The Observer píše: „Poslední dílo Plathové bylo v poezii něčím zcela novým. Systematicky v něm balancuje mezi životaschopným a neprostupným, mezi zkušeností, kterou lze přetavit v poezii, a tou, která je zcela zdrcující. I přes veškerý odpor se jedná o dílo velké umělecké čistoty a všechny básně jsou tvořeny k tomu být čteny nahlas. Sylvia Plathová v nich konečně objevila svůj vlastní hlas, svoji identitu.“

## Interpretace
Lady Lazarus je jednou z básní obsažených ve sbírce Ariel a je považována za jednu z nejlepších básní sbírky. Báseň odkazuje na mytologického ptáka zvaného fénix. Básnířka popisuje své pokusy o sebevraždu. Ovšem nebere je jako neúspěchy, ale jako úspěšné vzkříšení. Podobně jako je to popsáno v příbězích o biblické postavě Lazara a mýtu o fénixovi. Na konci básně se proměnila v ohnivého ptáka, což znamená její znovuzrození, které někteří kritici přirovnávají k démonické proměně. Tato krátká báseň v sobě nese mnoho interpretací a autobiografické prvky. Prostřednictvím historie chtěla popsat své deprese, protože i ona pocítila následky druhé světové války. Jiní si myslí, že píše o lidském strachu ze smrti, kterému nerozumíme. Popisuje zde i setkání s vlastní smrtí. Benjamin Voigt řekl, že dokonce proměnila svou smrt ve „velký striptýz“. 
Podíváme-li se na verše jako na odkazy na historii, najdeme odkazy na první světovou válku, druhou světovou válku a koncentrační tábory. Prostřednictvím těchto tragických a děsivých událostí vypráví o svých zážitcích a pocitech deprese. Protože ve dvacátém století neexistoval žádný lék na depresi, stejně jako neexistuje lék na válku. Oba aspekty mají stejný konec. Ti, kteří přežijí, mohou žít, ale nikdy nejsou stejní. „Bylo mi deset, když se to stalo prvně. To byla nehoda.“ Tyto verše odkazují na první světovou válku a na její první pokus o sebevraždu. Autorka zde přiznává, že pokud se to jednou stane, je ochotna to nazvat nehodou. „Bylo mi deset, když se to stalo prvně.“ odkazuje na její mládí. Protože svět byl mladý jako ona, nevěděl, co dělá. „Udělala jsem to znova.“ Podruhé si to již uvědomují. Vědí, co chtějí udělat a proč. Autorka zde nepřipouští žádnou náhodu nebo neznalost, je si vědoma svého činu. „Podruhé jsem chtěla vydržet a nevrátit se vůbec, už to vzdát.“ Hned na začátku je přítomen také popis jejího zohaveného těla. Zmiňuje se zde o důsledcích války a přirovnává své zničené tělo ke zničené zemi. V druhé části básně je její tělo jako židovský národ, který znovu ožívá. Cítila, že deprese v jejím těle ji zabíjí, stejně jako nacisté zabíjeli Židy v koncentračních táborech. „Bacha, Herr Lucifer, bacha, Herr Bůh. Povstávám z popele, vlasy mám z rudých stuh a žeru muže jako vzduch.“ Systematické vyvražďování Židů během druhé světové války, kdy po válce zůstalo v Evropě jen velmi málo členů této skupiny, povstává z popela jako fénix. Židé vypovídají o jejich osudech a s jejich pomocí jsou nacističtí zločinci za své hrůzné činy potrestáni. Židé přežili druhou světovou válku, stejně jako ona přežila svou depresi a bude žít i nyní.
Verše ukazují, že Sylvia Plathová se smrti nebojí. Hned první sloka básně zní: „Udělala jsem to znovu. Jeden rok z každých deseti to provedu.“ Podařilo se jí zemřít. Umírání dokonce nazývá uměním, ve kterém je dobrá. Už jednou se pokusila o sebevraždu, ale neuspěla. A chce to zkusit znovu, ale tentokrát to chce dokončit. Nemá strach ze smrti. Dokonce si představuje, jaké to bude. Popisuje, co se s ní stane po smrti. Svou smrt vnímá jako umění a vůbec ji nebere jako konec svého života. Můžeme se odkázat na tento verš: „A jak ta kočka musím umírat devětkrát.“
V básni přežila potenciální smrt, ale ve skutečném životě nikoli. Svůj život ukončila tím, že strčila hlavu do plynové trouby a otrávila se plynem z ní. Tuto smrt v básni přežila, ale ve skutečném životě ji nepřežila. „Podruhé jsem chtěla vydržet a nevrátit se vůbec, už to vzdát. Houpala jsem se uzavřená, jak mořská škeble.“ Škeble v této sloce je jako plynová trouba, ve které se zabila a už se nikdy nevrátila. Smrt pro ni však nebyla koncem, ale novým začátkem. Dokazují to tyto verše: „Povstávám z popele, vlasy mám z rudých stuh a žeru muže jako vzduch.“ Tyto verše mohou odkazovat i na její nešťastný vztah se svým manželem, který se krátce po narození dětí rozpadl.
Nakonec, ať už si čtenář kteroukoli interpretaci básně, vždy nalezne bitvu. Bitvu, kterou lze vyhrát i navzdory smrti. Lady Lazarus od Sylvie Plathové je vzdor proti smrti a vítězné přijetí oné smrti. Susan Bassnettová popsala básně ve sbírce Ariel jako spojení nesmírně násilných a výbojných veršů, které tematizují situaci ženy polapené v manželství, s hloubavými, introspektivními verši; obrací se k manželu, otci či svému nenarozenému dítěti. V dalších básních z tohoto období, zejména v básni Mariina píseň, jsou kromě obrazů smrti a devastace přítomny také další výrazné motivy – obavy matky, nutnost oběti a regenerace.